# Хробот, Юзефа
Юзе́фа Хро́бот (пол. Józefa Chrobot, в монашестве — Мария Канута; 22 мая 1896, Raczyn, Łódź Voivodeship, Лодзинское воеводство — 1 августа 1943, Новогрудок, Барановичская область) — блаженная Римско-католической церкви, монахиня женской монашеской конгрегации «Сёстры Святого Семейства из Назарета», мученица. Одна из одиннадцати Новогрудских мучениц.

## Биография
В 1921 году вступила в женскую монашескую конгрегацию «Сёстры Святого Семейства из Назарета» (назаретанки). Новициат проходила в Гродно, там же приняла вечные монашеские обеты, взяв себе имя Мария Канута. В 1936 году вместе с другими монахинями по просьбе епископа приехала в монастырь в Новогрудок, Белоруссия, где исполняла послушание в монастырской кухне.
В августе 1943 года в Новогрудке происходили массовые репрессии немецких властей против мирного населения, выражавшиеся во взятии заложников и их расстреле после неисполнения требований. Юзефа Хробот вместе с другими монахинями предложила немецким оккупационным властям заменить собой арестованных мирных жителей. В ночь с 31 июля на 1 августа была арестована вместе с другими монахинями монастыря и расстреляна рано утром 1 августа в лесу недалеко от Новогрудка. Возможно, была похоронена ещё раненой, заживо, так как 19 марта 1945 года, после того, как была проведена эксгумация тел расстрелянных женщин, монахиня Сперанса Бартновская записала:
Наиболее поражала поза сестры Кануты. Скорее всего, она была только ранена, так присела на корточки в углу могилы и застыла со сплетенными руками на коленях, склонив голову к земле, как будто задумалась, как будто в благословении…

## Прославление
5 марта 2000 года причислена к лику блаженных римским папой Иоанном Павлом II.